# Wild Life (Kurzfilm)
Wild Life, französischer Titel Une vie sauvage, ist ein kanadischer animierter Kurzfilm von Amanda Forbis und Wendy Tilby aus dem Jahr 2011.

## Handlung
Im Sommer des Jahres 1909 entschließt sich ein Brite der Upper Class, wie viele andere Briten sein Glück in Kanada zu suchen: Er will Rancher werden und begibt sich per Schiff nach Alberta. Er kauft sich ein Stück Land mit einer kleinen Holzhütte und einem winzigen Teich, legt sich einen Hund zu und verbringt das Jahr mit Tennis- und Golfspiel. Gerne beobachtet er die Vögel und die Blumen an seinem See, den er mit einem kleinen Holzkahn befährt. Seine sonstige Freizeit verbringt er mit Lesen und glaubt, durch seine leicht gebräunte Haut bald zu einem echten Rancher zu werden. Seinen Eltern schreibt er von seinem aufregenden Leben und von seinen Plänen, sich eine Rinderherde zuzulegen, doch geht er nichts davon an. Die Nachbarn ahnen, dass der Winter für ihn hart werden wird. Tatsächlich schreibt der Mann kurz nach Wintereinbruch einen Brief an seine Eltern, in dem er von der unsagbaren Kälte im Land berichtet. Am nächsten Morgen findet man ihn tot im Schnee. Er war am Vorabend mit gepacktem Koffer von seiner Hütte losgegangen, aber nicht weit gekommen. Der Sheriff spricht von merkwürdigen Umständen seines Todes.

## Produktion
Wild Life war nach When the Day Breaks (1999) die zweite Zusammenarbeit von Forbis und Tilby bei einem Kurzanimationsfilm. Die Arbeit an Wild Life begann bereits kurz nach Fertigstellung von When the Day Breaks. Forbis und Tilby planten den Film ursprünglich als Computeranimationsfilm, stellten jedoch schnell fest, dass sich ihre Vorstellungen nicht am PC realisieren ließen. Die Sequenzen wurden schließlich am Computer vorgezeichnet, ausgedruckt, in Wasserfarbe koloriert und anschließend eingescannt, was zu einer langen Bearbeitungsdauer führte. Inhaltlich nimmt der Film Bezug auf Aesops Fabel Die Ameise und die Heuschrecke.
Wild Life wurde erstmals im September 2011 auf dem Atlantic Film Festival im kanadischen Halifax aufgeführt. Im November 2011 erschien der Film als Teil der NFB-Reihe Animation Express 2 auf DVD. 

## Auszeichnungen
Auf dem Atlantic Film Festival wurde Wild Life im September 2011 als bester kanadischer Kurzfilm ausgezeichnet. Auf dem Ottawa International Animation Festival erhielt der Film im gleichen Monat den Canadian Film Institute Award for Best Canadian Animation.
Wild Life war 2012 für einen Annie Award als bester Kurzanimationsfilm nominiert und erhielt eine Nominierung für einen Genie als Bester animierter Kurzfilm. Er wurde zudem 2012 für einen Oscar in der Kategorie „Bester animierter Kurzfilm“ nominiert.